# Medveđa
Medveđa (in serbo Медвеђа?, in albanese Medvegja) è una città e una municipalità del distretto di Jablanica nel sud-est della Serbia centrale, al confine con il Kosovo.
Il nome della località deriva dalla parola serba "medved" ("orso"), da cui appunto Medveđa, "il luogo degli orsi".

## Municipalità
La municipalità di Medveđa comprende la città di Medveđa, la città di Sijarinska Banja e i seguenti villaggi:
| - Bogunovac - Borovac - Čokotin - Crni Vrh - Donja Lapaštica - Donji Bučumet - Donji Gajtan - Drence - Đulekare - Gazdare | - Gornja Lapaštica - Gornji Bučumet - Gornji Gajtan - Grbavce - Gubavce - Gurgutovo - Kapit - Lece - Maćedonce - Maćedonce | - Mala Braina - Marovac - Medevce - Mrkonje - Negosavlje - Petrilje - Poroštica - Pusto Šilovo - Ravna Banja - Retkocer | - Rujkovac - Sijarina - Sponce - Srednji Bučumet - Stara Banja - Stubla - Svirce - Tulare - Tupale - Varadin | - Velika Braina - Vrapce |  |

## Galleria d'immagini

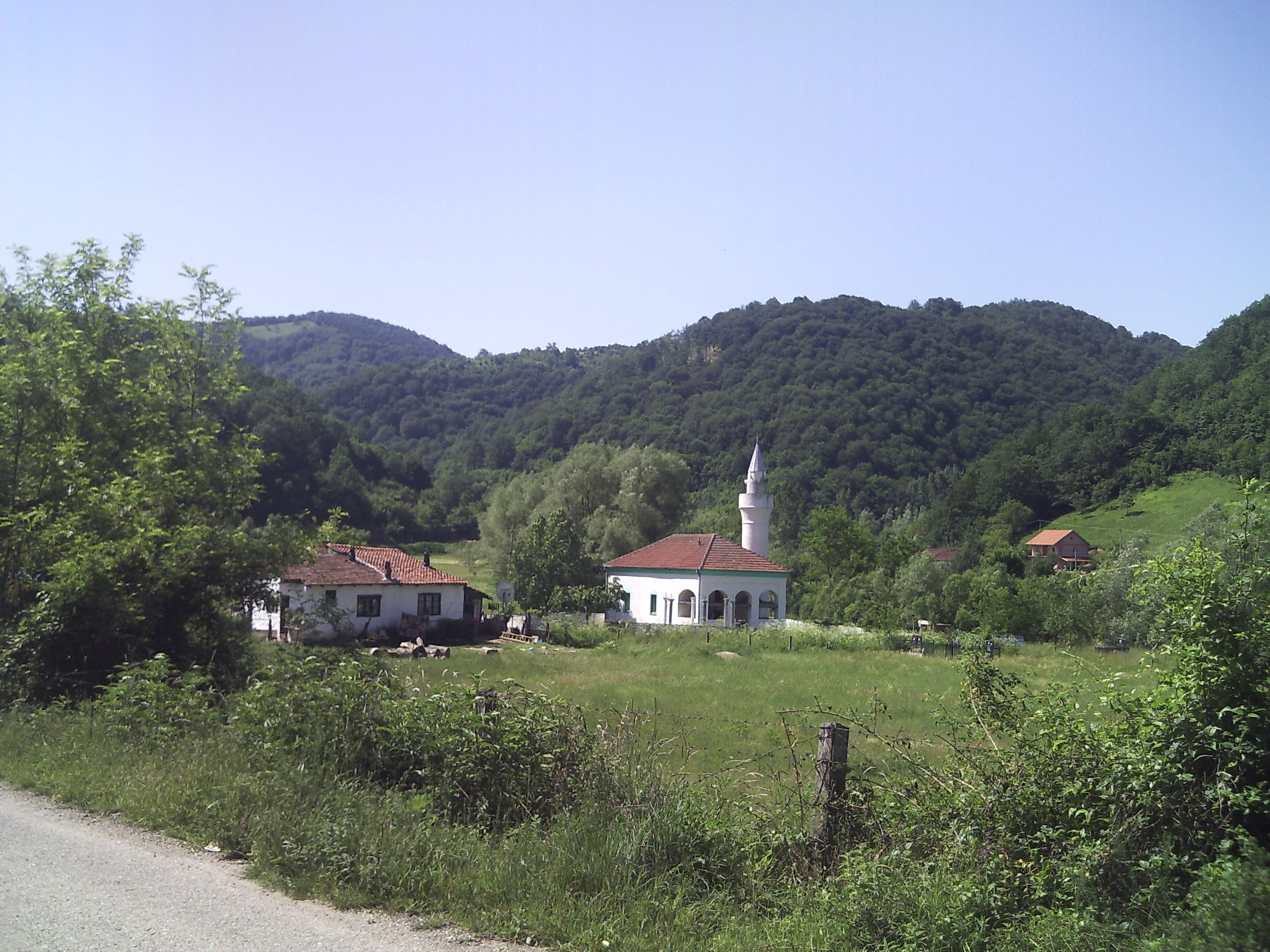